# Grand Prix na Żużlu 2008
Grand Prix IMŚ na Żużlu 2008 (SGP) – czternasty sezon walki o medale najlepszych żużlowców świata w formule Grand Prix. W sezonie 2008 o tytuł walczyło 16 (15+1 zawodnik z dzikiej karty) zawodników w 11 turniejach.

## Zasady
Od sezonu 2005 w cyklu Grand Prix startuje 15 stałych uczestników. Stawkę uzupełnia jeden z tzw. dziką kartą (najczęściej zawodnik z kraju organizatora) oraz dwóch, tzw. „rezerwy toru”.
Szesnastu zawodników startuje według tradycyjnej dwudziestobiegówki. Jeżeli zawodnik zrezygnuje ze startu, nie zmieści się w limicie dwóch minut lub wjedzie w taśmę (falstart) w biegu zastępuje go zawodnik rezerwy toru (zawodnicy numer 17 i 18 startują na zmianę).
Po dwudziestu biegach tworzona jest klasyfikacja, biorąc pod uwagę ilość zdobytych dotychczas punktów. Gdyby kilku zawodników miało tyle samo punktów, wyżej sklasyfikowany jest też żużlowiec, który ma więcej trójek (za zwycięstwo w biegu), dwójek (za drugie miejsce), jedynek (za trzecie) i zer (za ukończenie biegu); stąd zero za ukończenie biegu „stoi” wyżej od nieukończenia biegu (wykluczenie, taśma, upadek lub defekt). Gdyby i to nie rozstrzygnęło, bierze się pod uwagę który z zawodników był lepszy w bezpośredniej rywalizacji (w przypadku większej ilości zawodników, tworzy się mało tabelę w której uwzględnia się ilość zwycięstwa nad bezpośrednimi rywalami). Ostatecznym rozstrzygnięciem (które w dwuletniej historii zasad nie musiało zostać użyte) będzie numer stały (z plastronu): wyższej sklasyfikowanym będzie zawodnik z niższym numerem startowym. Od sezonu 2008 wprowadzono jedną zmianę dotyczącą punktowania. Do tego sezonu sędzia musiał ustalać ostateczną kolejność wyścigu, choć czasami była ona trudna do określenia. Od nowego sezonu sędzia ma prawo orzec remis zawodników przyznając im średnią wartość punktów w zależności od miejsca o które walczyli.
Po tak sporządzonej tabeli do półfinałów awansuje czołowa ósemka (z praktyki wynika, że do awansu potrzeba 9 punktów, choć i z 6 punktami zawodnicy czasem otrzymywali awans – patrz GP Włoch '05). W pierwszym półfinale (bieg 21.) startują zawodnicy, którzy po części zasadniczej zajęli pierwsze, czwarte, szóste i siódme miejsce. W drugim półfinale (bieg 22.) zawodnicy z drugiego, trzeciego, piątego i ósmego miejsca. W Dużym Finale (Big Final) startują zawodnicy, który w półfinałach zajęli dwa pierwsze miejsca. Zwycięzca biegu 23. zostaje zwycięzcą rundy.

### Punkty GP
Klasyfikacja generalna Grand Prix tworzona jest na podstawie zdobytych punktów Grand Prix. Od 2007 obowiązuje zmodyfikowana zasada przyznawania punktów GP. Wcześniej (od 2005) zawodnicy czołowej czwórki otrzymywali określoną liczbę punktów (przypisaną do zajętego miejsca), a zawodnicy z miejsc 5-18 tyle punktów, ile wywalczyli w rundzie zasadniczej (w pierwszych dwudziestu biegach).
Od poprzedniego sezonu obowiązują nowe zasady: zawodnicy otrzymują tyle punktów GP, ile wywalczyli we wszystkich swoich startach w danej rundzie (uwzględnia się punkty zdobyte w półfinale i finale), przy czym należy pamiętać, że punkty zdobyte w Dużym Finale liczą się podwójnie (6 za zwycięstwo, 4 za drugie miejsce i 2 za trzecie; 0 za ostatnie). Ma to wpłynąć na wzrost atrakcyjności każdego biegu, a w szczególności półfinałów (gdzie także zawodnik jadący na drugiej pozycji będzie miał ambicje wyprzedzić prowadzącego oraz zawodnik z czwartej pozycji będzie chciał zdobyć punkt wyprzedzając trzeciego – dotychczas nie miało to znaczenia, bowiem liczyło się tylko, by być pierwszym lub drugim, co dawało awans).
Przeciwnicy tego systemu podają za przykład, że zawodnik który wygra rundę nie musi zdobyć największej ilości punktów. Na przykład zwycięzca może otrzymać 14 punktów (6 w rundzie zasadniczej + 2 w półfinale + 6 w Dużym Finale), a zawodnik z drugiego miejsca 22 punkty (15 w rundzie zasadniczej + 3 w półfinale + 4 w Dużym Finale).

### Nagrody pieniężne
1. 11.000 $ (USD)
2. 8.200 $
3. 6.900 $
4. 6.000 $
5. 5.250 $
6. 5.100 $
7. 4.650 $
8. 4.500 $
9. 3.850 $
10. 3.700 $
11. 3.650 $
12. 3.600 $
13. 3.550 $
14. 3.500 $
15. 3.450 $
16. 3.400 $
17. 2.100 $
18. 2.100 $

Razem 84.500 $

## Miasta
Miasta Grand Prix 2008:
W sezonie 2008 żużlowcy zawitają po raz drugi do aż 11 miast Europy:
- Bydgoszcz
- Cardiff
- Dyneburg
- Gelsenkirchen
- Göteborg
- Kopenhaga
- Krško
- Leszno
- Lonigo
- Målilla
- Praga

## Zawodnicy
Zawodnicy z numerami 1-15 w sezonie 2008 wystartują we wszystkich turniejach (ośmiu z Grand Prix 2007, trzech z eliminacji do GP 2008 oraz czterech nominowanych przez Komisję Grand Prix; ang. SGP Commission). Dodatkowo na każdą rundę Komisja Grand Prix przyznaje dziką kartę oraz dwóch zawodników zapasowych (rezerwy toru). Zawodnicy z czołowych miejsc z eliminacji do GP 2007 (nie premiowanych awansem) zostali przez Komisję Grand Prix wpisani na listę kwalifikowanej rezerwy (zawodnicy kwalifikowanej rezerwy), który w wyniku np. kontuzji zastąpią stałego uczestnika cyklu w danej rundzie.
- Zakwalifikowani zawodnicy:

Czołowa ósemka z Grand Prix 2007:
1.  Nicki Pedersen
2.  Leigh Adams
3.  Jason Crump
4.  Tomasz Gollob
5.  Hans Andersen
6.  Greg Hancock
7.  Rune Holta
8.  Scott Nicholls
Czołowa trójka z eliminacji do Grand Prix:
12.  Niels Kristian Iversen
13.  Lukáš Dryml
11.  Bjarne Pedersen
- Nominowani zawodnicy:

9.  Chris Harris
10.  Andreas Jonsson
14.  Krzysztof Kasprzak
15.  Fredrik Lindgren
- Zawodnicy z dziką kartą (nr 16.) oraz Zawodnicy rezerwy toru (nr 17 i 18):

16. dzika karta
17. rezerwa toru
18. rezerwa toru
- Zawodnicy kwalifikowanej rezerwy (z eliminacji do Grand Prix 2008):

19.  Luboš Tomíček
20.  Rafał Dobrucki
21.  Rienat Gafurow
22.  Kenneth Bjerre
23.  Jonas Davidsson
24.  Dienis Gizatullin

## Terminarz i wyniki
Sezon 2008 składał się z 11 rund, które odbywały się w 9 krajach (dwie rundy w Szwecji i trzy w Polsce).
| Lp. | Data            | Grand Prix        | Stadion                                           | Miasto        | Zwycięzca                                 |        |
| --- | --------------- | ----------------- | ------------------------------------------------- | ------------- | ----------------------------------------- | ------ |
| 1   | 26 kwietnia     | Słowenii          | Stadion Matije Gubca                              | Krško         | Tomasz Gollob                             | Wyniki |
| 2   | 10 maja         | Europy            | Stadion im. Alfreda Smoczyka                      | Leszno        | Leigh Adams                               | Wyniki |
| 3   | 24 maja         | Szwecji           | Ullevi                                            | Göteborg      | Rune Holta                                | Wyniki |
| 4   | 14 czerwca      | Danii             | Parken                                            | Kopenhaga     | Tomasz Gollob                             | Wyniki |
| 5   | 28 czerwca      | Wielkiej Brytanii | Millennium Stadium                                | Cardiff       | Jason Crump                               | Wyniki |
| 6   | 2 sierpnia      | Czech             | Stadion Markéta                                   | Praga         | Nicki Pedersen                            | Wyniki |
| 7   | 16 sierpnia     | Skandynawii       | G&B Stadium                                       | Målilla       | Leigh Adams                               | Wyniki |
| 8   | 30 sierpnia     | Łotwy             | Latvijas Spidveja Centrs                          | Dyneburg      | Jason Crump                               | Wyniki |
| 9   | 13 września     | Polski            | Stadion Miejski im. Marszałka Józefa Piłsudskiego | Bydgoszcz     | Greg Hancock                              | Wyniki |
| 10  | 27 września     | Włoch             | Motoclub Lonigo                                   | Lonigo        | Hans Andersen                             | Wyniki |
| 11  | 11 października | Niemiec           | Veltins-Arena                                     | Gelsenkirchen | zawody zostały przeniesione do Bydgoszczy | Wyniki |
| 11  | 18 października | Finał             | Stadion Miejski im. Marszałka Józefa Piłsudskiego | Bydgoszcz     | Tomasz Gollob                             | Wyniki |

## Klasyfikacja końcowa
| Lp. | Zawodnik                       | Suma | Słowenia | Unia Europejska | Szwecja | Dania | Wielka Brytania | Czechy | Skandynawia | Łotwa | Polska | Włochy | Polska |
| 1   | (1) Nicki Pedersen             | 174  | 17       | 16              | 16      | 20    | 11              | 22     | 14          | 18    | 21     | 6      | 13     |
| 2   | (3) Jason Crump                | 152  | 10       | 8               | 12      | 18    | 22              | 17     | 12          | 19    | 9      | 18     | 7      |
| 3   | (4) Tomasz Gollob              | 148  | 19       | 12              | 8       | 19    | 4               | 12     | 8           | 16    | 20     | 9      | 21     |
| 4   | (6) Greg Hancock               | 144  | 8        | 20              | 6       | 10    | 20              | 13     | 12          | 13    | 18     | 9      | 15     |
| 5   | (5) Hans Andersen              | 140  | 14       | 6               | 8       | 11    | 9               | 16     | 20          | 7     | 11     | 21     | 17     |
| 6   | (2) Leigh Adams                | 125  | 5        | 20              | 9       | 8     | 7               | 10     | 21          | 9     | 9      | 12     | 15     |
| 7   | (10) Andreas Jonsson           | 100  | 12       | 9               | 8       | 9     | 8               | 9      | 6           | 10    | 8      | 9      | 12     |
| 8   | (7) Rune Holta                 | 80   | 5        | 4               | 17      | 7     | 6               | 9      | 5           | 4     | 6      | 10     | 7      |
| 9   | (8) Scott Nicholls             | 77   | 7        | 2               | 7       | 7     | 12              | 6      | 4           | 7     | 10     | 8      | 7      |
| 10  | (15) Fredrik Lindgren          | 73   | 7        | 7               | 22      | 3     | 2               | 4      | 7           | 7     | 0      | 5      | 9      |
| 11  | (11) Bjarne Pedersen           | 69   | 4        | -               | -       | 7     | 14              | 7      | 6           | 7     | 4      | 17     | 3      |
| 12  | (12) Niels Kristian Iversen    | 59   | 8        | 10              | 2       | 6     | 6               | 7      | 9           | 1     | 4      | 6      | -      |
| 13  | (9) Chris Harris               | 58   | 6        | 6               | 5       | 3     | 10              | 7      | 3           | 9     | 5      | -      | 4      |
| 14  | (14) Krzysztof Kasprzak        | 57   | 6        | 3               | 5       | 3     | 4               | 1      | 9           | 7     | 6      | 8      | 5      |
| 15  | (13) Lukáš Dryml               | 47   | 9        | 2               | 3       | 1     | 1               | 4      | 5           | 7     | 3      | 4      | 8      |
| 16  | (16) Jarosław Hampel           | 16   | –        | 16              | -       | -     | -               | -      | -           | -     | -      | -      | -      |
| 17  | (16) Kenneth Bjerre            | 11   | –        | -               | -       | 11    | -               | -      | -           | -     | -      | -      | -      |
| 18  | (16) Wiesław Jaguś             | 9    | –        | -               | -       | -     | -               | -      | -           | -     | 9      | -      | -      |
| 19  | (19) Luboš Tomíček             | 8    | –        | 3               | 5       | -     | -               | 0      | -           | -     | -      | -      | -      |
| 20  | (16) Matej Žagar               | 7    | 7        | -               | -       | -     | -               | -      | -           | -     | -      | -      | -      |
| 21  | (16) (17) Jonas Davidsson      | 7    | –        | -               | 7       | -     | -               | -      | ns          | -     | -      | -      | -      |
| 22  | (16) Edward Kennett            | 4    | –        | -               | -       | -     | 4               | -      | -           | -     | -      | -      | -      |
| 23  | (16) Peter Ljung               | 3    | –        | -               | -       | -     | -               | -      | 3           | -     | -      | -      | -      |
| 24  | (16) Grigorij Łaguta           | 2    | –        | -               | -       | -     | -               | -      | -           | 2     | -      | -      | -      |
| 25  | (16) Mattia Carpanese          | 2    | –        | -               | -       | -     | -               | -      | -           | -     | -      | 2      | -      |
| 26  | (18) Billy Forsberg            | 2    | –        | -               | 2       | -     | -               | -      | -           | -     | -      | -      | -      |
| 27  | (17) Nicolai Klindt            | 1    | –        | -               | -       | 1     | -               | -      | -           | -     | -      | -      | -      |
| 28  | (17) (18) Krzysztof Buczkowski | 1    | –        | ns              | -       | -     | -               | -      | -           | -     | 1      | -      | -      |
| 29  | (17) (18) Maciej Janowski      | 1    | –        | -               | -       | -     | -               | -      | -           | -     | ns     | -      | 1      |
| 30  | (16) Guglielmo Franchetti      | 0    | –        | -               | -       | -     | -               | -      | -           | -     | -      | 0      | -      |
| 31  | (16) Martin Smolinski          | 0    | –        | -               | -       | -     | -               | -      | -           | -     | -      | -      | 0      |
| 32  | (17) Sebastian Aldén           | 0    | –        | -               | 0       | -     | -               | -      | -           | -     | -      | -      | -      |
| 33  | (17) Maksims Bogdanovs         | 0    | –        | -               | -       | -     | -               | -      | -           | 0     | -      | -      | -      |
| 34  | (18) Alessandro Milanese       | 0    | –        | -               | -       | -     | -               | -      | -           | -     | -      | 0      | -      |
| 35  | (18) Grzegorz Zengota          | 0    | –        | -               | -       | -     | -               | -      | -           | -     | -      | -      | 0      |
|     | (17) Izak Šantej               |      | ns       | -               | -       | -     | -               | -      | -           | -     | -      | -      | -      |
|     | (17) Damian Baliński I         |      | –        | ns              | -       | -     | -               | -      | -           | -     | -      | -      | -      |
|     | (17) Tai Woffinden             |      | –        | -               | -       | -     | ns              | -      | -           | -     | -      | -      | -      |
|     | (17) Adrian Rymel              |      | –        | -               | -       | -     | -               | ns     | -           | -     | -      | -      | -      |
|     | (18) Denis Štojs               |      | ns       | -               | -       | -     | -               | -      | -           | -     | -      | -      | -      |
|     | (18) Patrick Hougård           |      | –        | -               | -       | ns    | -               | -      | -           | -     | -      | -      | -      |
|     | (18) Simon Stead               |      | –        | -               | -       | -     | ns              | -      | -           | -     | -      | -      | -      |
|     | (18) Filip Šitera              |      | –        | -               | -       | -     | -               | ns     | -           | -     | -      | -      | -      |
|     | (18) Tomas H. Jonasson         |      | –        | -               | -       | -     | -               | -      | ns          | -     | -      | -      | -      |
|     | (18) Ķasts Puodžuks            |      | –        | -               | -       | -     | -               | -      | -           | ns    | -      | -      | -      |
| Lp. | Zawodnik                       | Suma | Słowenia | Unia Europejska | Szwecja | Dania | Wielka Brytania | Czechy | Skandynawia | Łotwa | Polska | Włochy | Polska |